# Neumarkt im Hausruckkreis
Neumarkt im Hausruckkreis é um município da Áustria localizado no distrito de Grieskirchen, no estado de Alta Áustria.